# Provincia de Santiago Rodríguez
Santiago Rodríguez es una de las 32 provincias de la República Dominicana y se encuentra en el noroeste del país, en la subregión del Cibao conocida como la Línea noroeste. Su capital es la ciudad de San Ignacio de Sabaneta.
Fue creada en 1948. Era un municipio de la provincia Monte Cristi antes de ser elevado a la categoría de provincia.

## Límites
Limita al norte con las provincias Monte Cristi y Valverde, al este con la provincia Santiago, al sur con las provincias San Juan y Elías Piña y al oeste con la provincia Dajabon.

## Toponimia
Santiago Rodríguez fue oficial durante la Guerra Domínico-Haitiana y fundador del poblado de Sabaneta. Fue el principal dirigente en las etapas iniciales de la Guerra de Restauración, siendo uno de los participantes del Grito de Capotillo con el que se inició dicha guerra.

## División administrativa
La provincia se encuentra dividida en tres municipios:
- San Ignacio de Sabaneta, municipio cabecera
- Monción
- Villa Los Almácigos

## Población
Según el censo poblacional de 2002, la población de la provincia era de 59 629 personas: 30 522 hombres y 29 107 mujeres.

## Relieve
La provincia de Santiago Rodríguez presenta un relieve accidentado con características muy irregulares como montañas, bosques, colinas, cerros, sabanas y vallecitos intramontanos por doquier.
Al norte, y separándola del gran valle del Cibao, se observa una extraña formación compuesta por vegetación xerófila conocida como la "Sierra Zamba".
Amplios cañones formados por los dos ríos que drenan la zona, el Cana y el Gurabo, han formado y modelado un paisaje compuesto por desfiladeros angostos y barrancos que embellecen la topografía de la región.
En el sur, se levanta imponiéndose ante el paisaje noroestano la Cordillera Central cuya cumbres máximas lo constituyen la Loma Nalga de Maco con 1990 m s. n. m. y, en su área circundante, Loma Florentino con 1648 m s. n. m.; cerro Frío 1500 m s. n. m.; Loma Del Guano 1400 m s. n. m., cerro Pico del Gallo 1300 m s. n. m.

## Clima
La provincia de Santiago Rodríguez posee una altitud variable desde 159 m s. n. m. en la ciudad de San Ignacio de Sabaneta hasta más de 2000 m s. n. m. en las zonas montañosas. Posee un clima tropical húmedo de bosque al pie de la Cordillera Central, seco subtropical al norte de la Sierra Zamba, tropical semihúmedo en el centro y templado húmedo en las zonas montañosas altas de la Cordillera Central.
Hay dos estaciones lluviosas al año, mayo-junio y septiembre-octubre, siendo mayo el mes más lluvioso. La temperatura media anual es de 25 °C en las zonas bajas y de 16 °C en las planicies montañosas.

## Recursos hídricos
La provincia de Santiago Rodríguez es la más rica de las provincias noroestanas en cuanto a cuencas hidrográficas. En su territorio nacen tres de los más importantes ríos del país que son Mao, Artibonito y Guayubín.

## Vegetación
La flora se desarrolla principalmente en sus ejes montañosos que son la Cordillera Central al sur y la sierra de Zamba al norte. Es posible diferenciar las siguientes zonas de vida:
1. Bosque de coníferas. Los bosques de coníferas ocupan una gran superficie y su especie típica es el Pino Criollo, que aparece algunas veces entremezclado con especies latifoliadas o de hojas anchas. Los pinares son predominantes en el área de Monción, La Leonor, Toma, El Naranjito, La Lima, Arroyo Blanco Arriba, Coquí, El Vallecito y en El Dajao.
2. Bosque húmedo subtropical. El bosque húmedo subtropical se extiende desde los 400 hasta los 600 metros de altitud y el rango de temperatura es variable, según la altitud y la posición geográfica. Es el área de más extensión y es típica de los parajes al pie de la Cordillera Central. Una especie característica de este tipo de bosque es la Palma Real.
3. Bosque seco de transición a húmedo subtropical. Este tipo de bosque ocupa las áreas situadas al sur de la sierra de Zamba y los parajes que rodean a la ciudad de San Ignacio De Sabaneta. Especie típica de esta zona es la Palma Cana. Ocupa los parajes de Bohío Viejo, El Guanal, Arroyo Blanco Abajo, Agua Clara, Pastor, Las Caobas, entre otros.

"Bosque seco sub-tropical". Este tipo de bosque ocupa la franja que va desde Los Quemados hasta alcanzar la sierra de Zamba. El área adyacente y los cañones del río Gurabo también poseen tramos del bosque espinoso. Especies que crecen en este tipo de bosque son la bayahonda, aroma o cambrón, baitoa, guayaca, melón de monte, cactus y algunas gramíneas, entre otras.
La temperatura es bastante alta, aunque suele bajar varios grados durante la noche.
1. Bosque muy húmedo subtropical. En esta clase de bosque la vegetación es muy rica y abundante, constituida por especies como el copey, mara, cabirma y el mango. Tiene sus mejores exponentes en la cuenca alta de nuestros ríos como el Guayubín, Inaje, Río Grande, Río Cana, Río Yaguajal, entre otros.
2. Bosque húmedo montano bajo. Esta clase de bosque comienza a manifestarse a partir de los 800 metros sobre el nivel del mar. Las temperaturas son muy agradables y favorables para los seres humanos. La vegetación es tupida y siempre-verde, compuesta fundamentalmente de árboles de hojas anchas, cafetales, y especies típicas de los bosques montañosos húmedos. Ocupa los parajes de La Peonía, Palo Amarillo, Colonia El Naranjito, El Burende, La Cidra, Lomita de la Cidra, entre otros.
3. Bosque muy húmedo montano bajo. Se desarrolla a partir de los 850 m s. n. m. y ocupa los parajes de La Peonía, Los Patios, Los Caraballos, La Sepultura y las partes montañosas altas de la Cordillera Central en contacto con el bosque húmedo montano bajo.
4. Bosque nublado. El bosque nublado o bosque de neblina ocupa las cimas montañosas más altas de la provincia, enclavadas en la Cordillera Central. La flora es muy diversificada, compuesta por especies exclusivas de esta clase de bosque y un microclima frío. En el bosque nublado se da cita también el Bosque Enano, siendo este el que menos superficie ocupa en esta provincia debido a que está restringido exclusivamente a los firmes montañosos de Nalga de Maco, cerro Frío, sierra de Los Aparejos, monte Gallo y la loma de Fuquete.

## Economía
Actualmente, la provincia cuenta con empresas como San Miguel del Caribe (Kola Real) y Mega Plax, convirtiéndola en un importante centro de comercio de la región. La principal actividad económica de la provincia es la producción agropecuaria. 
Aunque el turismo no se ha desarrollado como en otras zonas del país, la provincia posee un potencial ecoturístico debido a la alta calidad que ofrecen sus paisajes de montaña, ríos y clima templado. Sus principales atracciones son las montañas, incluyendo la zona del parque nacional Armando Bermúdez. Los parajes de La Leonor, El Aguacate, Boca de los Mao, Cenovi, Lomita de La Cidra, La Peonía, El Burende y Palo Amarillo ofrecen un ambiente templado y agradable. El Monte Gallo con 1840 metros de elevación y enclavado en pleno parque nacional, ofrece un extraordinario paisaje. Es notable en los últimos años la instalación de industrias en la provincia, favoreciendo esto al desarrollo económico.
Según los últimos estudios presentados, la provincia es en la actualidad una de las de mayor índice de desarrollo humano de la República Dominicana. No obstante, persiste la necesidad de creación de zonas industriales en la zona.